# Big River (musical)
Big River: The Adventures of Huckleberry Finn és un musical amb música i lletra de Roger Miller i llibret de William Hauptman.
Basat en la clàssica novel·la de 1884 de Mark Twain, Les aventures de Huckleberry Finn, inclou música a l'estil bluegrass i country d'acord amb l'ambientació de la novel·la. La producció de Broadway de 1985 va tenir més de 1.000 actuacions i es va mantenir com un dels pocs musicals nord-americans de gran èxit a mitjans dels anys vuitanta entre els èxits emergents procedents de Gran Bretanya. Big River va guanyar 7 premis Tony, inclòs el de millor musical.

## Produccions
Les primeres produccions van ser posades en escena a l'American Repertory Theatre de Cambridge, Massachusetts, el febrer de 1984 i al La Jolla Playhouse de San Diego, Califòrnia, de juny a juliol de 1984.
La producció de Broadway, dirigida per Des McAnuff i coreografiada per Janet Watson, es va estrenar el 25 d'abril de 1985 al Eugene O'Neill Theatre i es va tancar el 20 de setembre de 1987, amb 1.005 representacions. El repartiment comptava amb René Auberjonois com el duc, Bob Gunton com el rei, John Goodman com Pap Finn, Daniel H. Jenkins com Huckleberry Finn, Ron Richardson com Jim, amb Susan Browning, Gordon Connell com Mark Twain,  Patti Cohenour, Jennifer Leigh Warren com la filla d'Alice i John Short.
Una nova producció aclamada per la crítica , dirigida i coreografiada per Jeff Calhoun, es va estrenar a Broadway el 24 de juliol de 2003 a l'American Airlines Theatre, on es va presentar per 67 actuacions i 28 prèvies. Aquesta producció, produïda per la Roundabout Theatre Company i el Deaf West Theatre, va destacar pel fet que comptava amb actors sords i oients actuant junts. Aproximadament la meitat dels personatges, inclòs el paper principal d'Huck, van ser interpretats per intèrprets sords o amb dificultats auditives. Tots els diàlegs i lletres de la producció eren tant parlats com cantats i signats, fent que la producció fos igualment accessible per al públic sord i oient. El personatge de Mark Twain es va ampliar, de manera que l'actor (Daniel H. Jenkins, que va interpretar el paper d'Huck al repartiment original de Broadway) també va proporcionar la veu d'Huck, interpretat per Tyrone Giordano, que és sord.
Va ser muntat de nou per a una gira pels Estats Units, que va durar des de l'11 de juny de 2004 fins al 31 de maig de 2005, i va incloure la major part del repartiment de Broadway, i va ser nominat a diversos premis regionals. Una producció es va presentar al Ford's Theatre de Washington DC del 18 de març al 4 de juny de 2005.
Goodspeed Musicals va organitzar una producció del musical al teatre East Haddam, Connecticut. La producció va ser dirigida per Rob Ruggiero i es va desenvolupar del 26 de setembre al 29 de novembre de 2008.
Els Encores! presentà un concert escenificat es va obrir el 8 de febrer de 2017 i va durar fins al 12 de febrer de 2017. La producció va ser dirigida per Lear deBissonet i protagonitzada per Kyle Scatliffe com Jim, Nicholas Barasch com Huckleberry Finn, Christopher Sieber com el duc, Lauren Worsham com Mary Jane Wilkes i David Pittu com el rei.

### Internacional
Una producció australiana protagonitzada per Cameron Daddo com Huckleberry Finn, Jon English com Pap Finn,  John Bell com The Duke i amb Venetta Fields i Michael Edward Stevens es va estrenar el 1989 al Her Majesty's Theatre de Sydney. També va actuar al Her Majesty's Theatre de Melbourne, amb Marcia Hines, així com al Festival Theatre d'Adelaide.

## Sinopsi

### Primer acte
Al Missouri anterior a la Guerra Civil, prop de Sant Petersburg, el nen vagabund Huckleberry Finn descriu els esdeveniments pels quals ell i Tom Sawyer havien descobert una fortuna. Huck ha estat adoptat per la vídua Douglas i la seva germana soltera, la senyoreta Watson, i els seus tutors, el jutge Thatcher, el millor amic d'Huck, Tom Sawyer, i pràcticament tota la ciutat li informen a Huck que ha d'aprendre a llegir i escriure i llegir la Bíblia si mai espera anar al cel ("Do Ya Wanna Go To Heaven?"). L'únic que no intenta jutjar a Huck és l'esclau de la senyoreta Watson, Jim, que prediu que portarà una vida de "problemes considerables i alegria considerable". Exasperat per les limitacions de la seva vida diària, Huck s'escapa de l'hora d'anar a dormir i se'n va a l'"amagatall" de Tom Sawyer, una antiga cova. A la cova, Tom, Huck i un grup d'amics planegen formar una banda de lladres que s'ensorraran pel camp ("The Boys").
Huck, de camí a casa, pensa en els límits de la seva vida i en el seu desig de trobar sentit a la seva vida. ("Waitin' For the Light To Shine") Huck torna a casa a la foscor per trobar el seu pare, Pap, un borratxo violent, que l'espera, que l'arrossega a la seva cabana al bosc. En la seva embriaguesa, Pap passa de la tonteria a la violència extrema mentre s'enfronta a un govern que li allunyaria el seu fill (i els diners del seu fill) ("Guv'ment"). Pap intenta matar en Huck, al·lucinant que és l'Àngel de la Mort, però es desmaia en un embolic. L'endemà, Pap se'n va a negociar i Huck aprofita per escapar. Mata un porc i escampa la sang i la sang per la cabana per intentar que sembli com si hagués estat assassinat. Huck reflexiona que això és el tipus de coses que faria Tom Sawyer, i sembla que Tom canta un gir a l'estil vodevil sobre la utilitat dels porcs ("Hand For the Hog").
Huck fuig a la propera illa de Jackson, on ell, sol, afirma la seva seguretat ("I, Huckleberry, Me"). Però Huck no està sol; l'esclau de la senyoreta Watson, Jim, també hi és. Ha fugit per evitar ser venut pel riu a Nova Orleans. Malgrat el seu malestar amb el concepte d'abolicionisme, Huck s'ofereix per ajudar a Jim a aconseguir la llibertat al nord. Un grup va darrere de Jim: amb només uns moments de sobra, troben una bassa i la fan flotar al poderós riu Mississipí ("Muddy Water").
Jim i Huck només viatgen de nit i no s'allunyen de l'illa de Jackson abans que se'ls recordi la gravetat de les seves accions: un vaixell que porta els esclaus fugitius de tornada als seus amos els passa a la nit ("The Crossing"). Els dies són llargs mentre els dos s'obren camí pel riu. Passen per davant d'una casa inundada i un home mort flotant a l'aigua que Jim no deixarà que Huck miri. Mentre canten la bellesa del riu ("River In the Rain") en una boira, passen per la desembocadura de l'Ohio, el seu camí cap a la llibertat. Poc després, recullen dos vagabunds que s'apoderen de la petita bassa mentre s'escapa de l'última turba a la seva cua. Els estafadors afirmen ser un duc i un rei, els hereus perduts del ducat de Bridgewater i del tron francès. Huck està intrigat pels "royals" delinqüents. El rei i el duc s'apoderen de la bassa i planifiquen tornar a vendre Jim com a esclavitud per al seu propi benefici, sense que Huck ho sap ("When the Sun Goes Down In the South").

### Segon acte
Huck, Jim, el duc i el rei arriben a la costa a Bricktown, Arkansas, i intenten desfer-se dels rubis que troben. El duc i el rei inventen un pla per guanyar diners ("The Royal Nonesuch"), enganyant la gent del poble. Al final de la nit, Huck pot apreciar una nova forma de vida: ara els tres són diversos centenars de dòlars més rics. Quan torna a la bassa, Huck li fa una mala passada a Jim assumint l'aparença d'un caçador d'esclaus. Sense divertir-se, en Jim recrimina a Huck per primera vegada. Després de pensar una mica, en Huck s'adona que Jim, tot i que és un esclau, encara és un ésser humà i mereix una disculpa ("Worlds Apart").
El rei i el duc reapareixen amb el drac en Huck a la seva propera escapada. Mentre Jim es queda, de nou, sol amb la bassa, els tres es troben amb un jove ximple en un moll, que li canta el seu amor pel seu estat natal ("Arkansas"). Sense cap culpa seva, explica als estafadors tot el que necessiten saber sobre una fortuna que s'heretarà a la família Wilkes, i apareixen al funeral com a impostors per assegurar-se les seves riqueses ("How Blest We Are"). Huck, una ànima pura, veu que la bella i innocent Mary Jane Wilkes està sent robada de la seva legítima herència per aquests "rapscallions", i li torna els diners al rei i al duc mentre plora el taüt del seu pare ("You Oughta Be Here With Me"). Ràpidament embolica l'or al taüt del seu pare i s'amaga darrere d'ell per evitar que s'avisi.
Quan Mary Jane s'adona del que ha fet en Huck, li demana que es quedi amb ella i es converteixi en el seu amic. Per primera vegada a la seva vida, es commou per les accions d'un altre ("Leavin's Not the Only Way To Go"), però s'adona que ha fet una promesa a Jim: una que transcendeix la mera amistat. Huck torna de nou a la bassa i troba el duc asfaltat i emplomat: ha tornat a vendre Jim com a esclau per només quaranta dòlars. Sentint-se culpable pel que ha fet, Huck escriu una carta a la senyoreta Watson, dient-li on pot trobar el Jim fugitiu. Després d'un moment de descans, Huck s'acaba sentint pitjor que mai. Esquinça la carta i decideix alliberar de nou en Jim, encara que això signifiqui que anirà a l'infern ("Waiting For the Light To Shine" (Reprise)).
Huck visita el senyor Phelps, el pagès a qui s'ha venut Jim, i es sorprèn al descobrir que l'han confós amb Tom Sawyer, el nebot dels Phelps que s'espera de visitar. Tom arriba més tard i és interceptat per Huck abans d'arribar a la granja. En Huck ho explica tot i en Tom, encantat amb la perspectiva d'una gran aventura, decideix ajudar a Huck a alliberar Jim dels seus captors mentre fingeix ser el seu propi germà Sid. Troben a Jim empresonat en una petita cel·la i treballen per alliberar-lo mentre lamenta el seu desig de ser lliure ("Free At Last"). El progrés es veu frenat per la insistència de Tom d'assegurar-se que les circumstàncies de la fugida coincideixen amb les novel·les d'aventures que ha llegit, que inclou notificar a Phelps de la fugida mitjançant una carta anònima. Quan alliberen en Jim, Tom rep un tret a la cama. Jim sacrifica la seva llibertat per assegurar-se que Tom aconsegueixi un metge, i està a punt de ser tancat de nou quan Tom admet que la senyoreta Watson ha mort, alliberant Jim en el seu testament.
Jim decideix continuar la seva caminada cap al nord perquè pugui comprar la seva família fora de l'esclavitud, i Huck decideix continuar cap a l'oest per escapar de qualsevol intent de "civilitzar-lo". S'asseuen un moment a la vora del riu, recordant les seves aventures juntes ("River In the Rain" (Reprise)). Jim li revela a Huck que el cos que van veure a l'aigua era el cadàver del Pare de Huck. Jim deixa a Huck sol per darrera vegada, i Huck decideix: "Va ser com la fortuna que Jim va predir fa temps: problemes considerables i alegria considerable". Comença el seu següent viatge ("Muddy Water" (Reprise)).

## Cançons i repartiment original
| I acte - "Do Ya Wanna Go to Heaven?" — Companyia - "The Boys" — Tom, Huck, Boys - "Waitin' for the Light to Shine" — Huck - "Guv'ment" — Pap - "Hand for the Hog" — Tom - "I, Huckleberry, Me" — Huck - "Muddy Water" — Jim, Huck - "The Crossing" — Esclaus - "River in the Rain" — Huck, Jim - "When the Sun Goes Down in the South" — Duke, King, Huck, Jim | II acte - "The Royal Nonesuch" — Duke, Huck, Companyia - "Worlds Apart" — Jim, Huck - "Arkansas/How Blest We Are" — Young Fool, Alice's Daughter, Companyia - "You Oughta Be Here with Me" — Mary Jane, Joanna, Susan - "How Blest We Are" (reprise) — Companyia - "Leavin's Not the Only Way to Go" — Huck, Mary Jane, Jim - "Waitin' for the Light to Shine" (reprise) — Huck, Esclaus - "Free at Last" — Jim, Esclaus - "River in the Rain" (reprise) — Huck, Jim - "Muddy Water" (reprise) — Companyia |

Rpeartiment de la producció original de 1985
- "Huckleberry Finn" - Daniel Jenkins
- "Jim" - Ron Richardson
- "Tom Sawyer" - John Short
- "Simon" - Aramis Estevez
- "Jo Harper" - Andi Henig
- "Dick / Andy" - Michael Brian Dunn
- "Pap Finn" - John Goodman
- "The King" - Bob Gunton
- "Mary Jane Wilkes" - Patti Cohenour
- "The Duke" - Rene Auberjonois
- ”Miss Watson” - Evalyn Baron
- "Widow Douglas" - Susan Browning
- "Mark Twain / Doctor" - Gordon Connell
- "Alice's Daughter" - Jennifer Leigh Warren
- "Alice" - Carol Dennis
- "Judge Thatcher" - Ralph Byers
- "Bill a Servant" - Franz Jones

## Premis i nominacions

### Producció original de Broadway
| Any  | Premi               | Categoria                              | Nominat                        | Resultat  |
| ---- | ------------------- | -------------------------------------- | ------------------------------ | --------- |
| 1985 | Premis Tony         | Millor llibret                         | Millor llibret                 | Guanyador |
| 1985 | Premis Tony         | Millor llibre d'un musical             | William Hauptman               | Guanyador |
| 1985 | Premis Tony         | Millor banda sonora                    | Roger Miller                   | Guanyador |
| 1985 | Premis Tony         | Millor actor de repartiment de musical | Ron Richardson                 | Guanyador |
| 1985 | Premis Tony         | Millor actor de repartiment de musical | Daniel H. Jenkins              | Nominat   |
| 1985 | Premis Tony         | Millor actor de repartiment de musical | René Auberjonois               | Nominat   |
| 1985 | Premis Tony         | Millor direcció de musical             | Des McAnuff                    | Guanyador |
| 1985 | Premis Tony         | Millor escenografia                    | Heidi Landesman                | Guanyador |
| 1985 | Premis Tony         | Millor vestuari                        | Patricia McGourty              | Nominat   |
| 1985 | Premis Tony         | Millor il·luminació                    | Richard Riddell                | Guanyador |
| 1985 | Premi Drama Desk    | Outstanding Actor in a Musical         | Ron Richardson                 | Guanyador |
| 1985 | Premi Drama Desk    | Outstanding Actor in a Musical         | Daniel H. Jenkins              | Nominat   |
| 1985 | Premi Drama Desk    | Millor actor destacat en un musical    | René Auberjonois               | Guanyador |
| 1985 | Premi Drama Desk    | Millor actor destacat en un musical    | John Short                     | Nominat   |
| 1985 | Premi Drama Desk    | Millor actor destacat en un musical    | Bob Gunton                     | Nominat   |
| 1985 | Premi Drama Desk    | Millor actor destacat en un musical    | John Goodman                   | Nominat   |
| 1985 | Premi Drama Desk    | Millor actriu destacada en un musical  | Patti Cohenour                 | Nominat   |
| 1985 | Premi Drama Desk    | Orquestracions destacades              | Steven Margoshes i Danny Troob | Guanyador |
| 1985 | Premi Drama Desk    | Lletres excepcionals                   | Roger Miller                   | Guanyador |
| 1985 | Premi Drama Desk    | Música destacada                       | Roger Miller                   | Nominat   |
| 1985 | Premi Drama Desk    | Disseny d'escenografia excepcional     | Heidi Landesman                | Guanyador |
| 1985 | Premi Drama Desk    | Disseny de vestuari excepcional        | Patricia McGourty              | Guanyador |
| 1985 | Premi Drama Desk    | Disseny d'il·luminació excepcional     | Richard Riddell                | Guanyador |
| 1985 | Premi Theatre World | Premi Theatre World                    | Patti Cohenour                 | Guanyador |

### Reestrena de Broadway de 2003
| Any  | Premi            | Categoria                              | Nominat                                | Resultat  |
| ---- | ---------------- | -------------------------------------- | -------------------------------------- | --------- |
| 2004 | Premi Tony       | Millor reestrena de musical            | Millor reestrena de musical            | Nominat   |
| 2004 | Premi Tony       | Millor actor de repartiment de musical | Michael McElroy                        | Nominat   |
| 2004 | Premi Tony       | Honorífic per l'excel·lència al teatre | Honorífic per l'excel·lència al teatre | Guanyador |
| 2004 | Premi Drama Desk | Reestrena destacada d'un musical       | Reestrena destacada d'un musical       | Nominat   |
| 2004 | Premi Drama Desk | Actor destacat en un musical           | Tyrone Giordano                        | Nominat   |
| 2004 | Premi Drama Desk | Actor destacat en un musical           | Michael McElroy                        | Nominat   |
| 2004 | Premi Drama Desk | Director destacat d'un musical         | Jeff Calhoun                           | Nominat   |